# Ačeh
Ačeh (Aceh, Atjeh), malajski narod, šire malajsko-polinezijske skupine, |austronezijske porodice. Ačehi su naseljeni na krajnjem sjeveru otoka Sumatra u provinciji Aceh u Indoneziji. Ačehi, njih oko 3,000,000 (1999 WA) govore svojim vlastitim jezikom unutar kojega postoje dijalekti banda aceh, baruh, bueng, daja, pase, pidie (pedir, timu) i tunong. 
Većina Ačeha su biljogojci i ribari, poznati u umješnosti gradnje brodova, kao kovači i tkalci. Njihova tradicionalna kuća sastoji se od spavaće sobe i velike dnevne sobe koja često služi i kao kuhinja. Kuća je podignuta na pilonima, na kojih dva metra iznad tla, a prostor ispod nje služi kao staja za goveda i kokoše i kao ostava za oruđe. Zidovi kuće učinjeni su od bambusa ili kokosovog drveta. krovovi su prekriveni glinenim crijepovima i palminim lišćem. Suvremenije kuće kakvih ima danas zidaju se s cementom.
Tradicionalna odjeća muškaraca i žena je sarong, a kod muslimanki, običava se danas prekrivati lice. Ačeh uz svoj tradicionalni nosi i mač-rencong (vidi  Arhivirana inačica izvorne stranice od 1. kolovoza 2007. (Wayback Machine)). 
Po vjeri su sunitski-muslimani.

## Vanjske poveznice
- Aceh of Indonesia